# Hearat Shulayim
Hearat Shulayim (Hearat Shulayim) è un film del 2011 diretto da Joseph Cedar.

## Trama
È la storia del confronto-scontro tra due accademici, due concezioni di metodo scientifico, due generazioni, un padre ed un figlio.
Eliezer Shkolnik, il padre, è uno studioso del Talmud, che ha dedicato decenni della propria vita, alla monumentale analisi delle diverse versioni del Talmud di Gerusalemme, teorizzando, sulla base di minime differenze testuali, l'esistenza di una versione, diversa da quella canonica, diffusa in Europa nel medioevo. Meticoloso fino all'ossessivo, emotivamente frigido, il professor Shkolnik verrà a più riprese frustrato nell'attesa del meritato riconoscimento del proprio lavoro. Pochi giorni prima di rivelare al mondo accademico israeliano il risultato delle sue decennali ricerche, Eliezer verrà preceduto da un collega, il professor Y. Grossman, che presenterà il medesimo lavoro, trovato e confermato bello e pronto in un monastero italiano; proposto innumerevoli volte come candidato all'assegnazione del Praz Israel, il massimo riconoscimento nel campo, verrà sistematicamente scartato alla fine.
Uriel Shkolnik, il figlio, è anch'egli professore universitario e studioso talmudico, vivace intellettualmente e caratterialmente, dotato di una sana dose di ambizione, raccoglie molto presto numerose conferme dell'apprezzamento accademico dei propri lavori, per lo più incentrati sulle norme talmudiche in riferimento alla vita coniugale. I risultati eccellenti del figlio sembrano tuttavia non inorgoglire il padre, che anzi appare incupirsi sempre più profondamente ad ogni nuovo successo del figlio, in un misto di invidia personale e rigidità concettuale rispetto ai metodi analitici di Uriel.
L'assegnazione del Premio Israele ad uno dei due, le vicende contorte e grottesche che porteranno a tale assegnazione, rimarcheranno impietosamente la distanza intellettuale, cronologica ed affettiva tra i due uomini.

## Riconoscimenti
- Festival di Cannes 2011
  - Premio per la sceneggiatura